# May Britt
Pour les articles homonymes, voir Britt (homonymie).

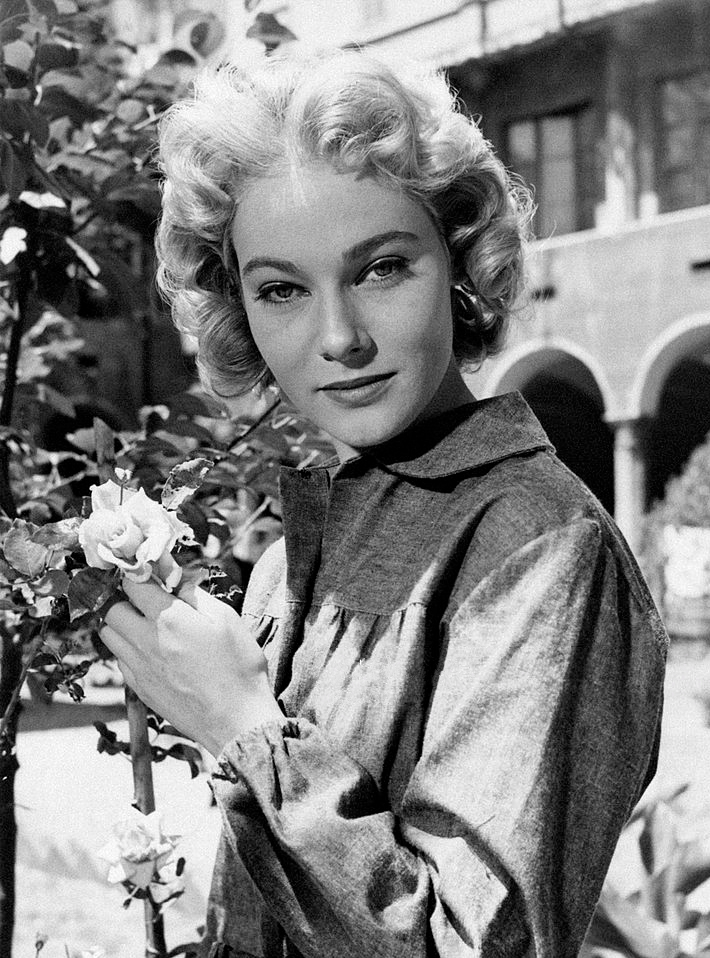
May Britt dans Ce soir, rien de nouveau (1955).

May Britt, née Maybritt Wilkens le 22 mars 1933 à Lidingö, comté de Stockholm, en Suède, est une actrice suédoise ayant fait carrière dans le cinéma italien et américain.

## Biographie
May Britt a été découverte en 1951 par Carlo Ponti et Mario Soldati. Âgée de 18 ans à peine, elle travaillait alors comme assistante d'un photographe à Stockholm. Le producteur et le réalisateur étaient en Suède pour sélectionner une jeune blonde pour le film La Fille du corsaire noir, pour lequel elle a obtenu le rôle-titre. Dans les années suivantes, elle a travaillé dans une douzaine de productions à Cinecittà. Elle a également joué un rôle dans le colossal Guerre et Paix (1956). Au cours de la même période, elle a participé à plusieurs émissions de radio de la RAI.
La 20th Century Fox lui offre ensuite un contrat et la fait venir à Hollywood, où elle joue un rôle attractif et remarqué dans L'Ange bleu (1959).
Mais vite fatiguée de jouer les femmes fatales, et ayant épousé Sammy Davis Jr., elle abandonne sa carrière cinématographique pour la vie familiale.

### Vie familiale
- Mariée à Sammy Davis Jr. (13 novembre 1960 - divorcée en 1968), dont elle a eu un enfant Tracey et avec qui elle a adopté deux autres enfants, Mark et Jeff.
- Mariée à Ed Gregson (1968 - divorcée)
- Mariée à Lennart Ringquist (à présent)

## Filmographie

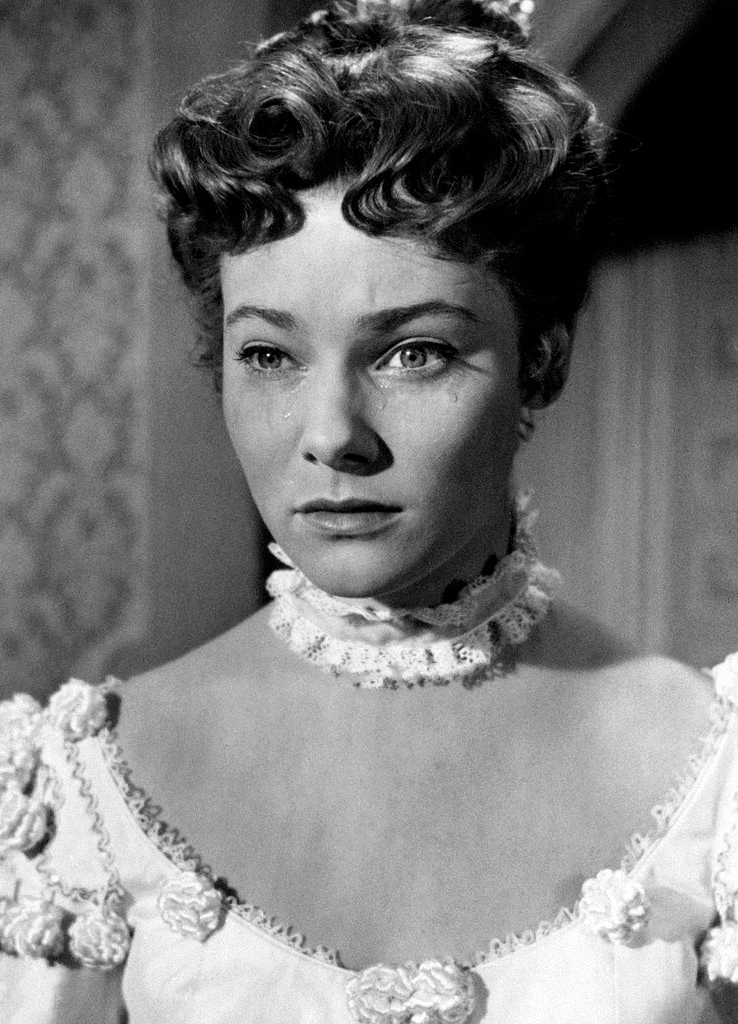
May Britt dans une scène du film Le Navire des filles perdues (1953).

### Cinéma
- 1952 : La Fille du corsaire noir (Jolanda, la figlia del corsaro nero) de Mario Soldati : Jolanda
- 1953 : Duel en Sicile (Cavalleria rusticana) de Carmine Gallone : Santuzza
- 1953 : Il più comico spettacolo del mondo de Mario Mattoli : Brigitte, la domptrice
- 1953 : Les Infidèles (Le infedeli) de Mario Monicelli et Steno : Liliana Rogers
- 1953 : La Louve de Calabre (La lupa) d'Alberto Lattuada : Maria Maricchia
- 1954 : Le Navire des filles perdues (La nave delle donne maledette) de Raffaello Matarazzo : Consuelo
- 1954 : Vierge moderne (Vergine moderna) de Marcello Pagliero : Claudia Bardi
- 1955 : Ce soir, rien de nouveau (L'ultimo amante) de Mario Mattoli : Maria
- 1955 : Ça va barder de John Berry : Gina Diego
- 1955 : Prisonniers du mal (Prigionieri del male) de Mario Costa : Nadia Ulianova, journaliste soviétique
- 1956 : Guerre et Paix (War and Peace) de King Vidor : Sonia Rostov
- 1958 : Le Bal des maudits (The Young Lions) d'Edward Dmytryk : Gretchen Hardenberg
- 1958 : Flammes sur l'Asie (The Hunters) de Dick Powell : Kristina 'Kris' Abbott
- 1959 : L'Ange Bleu (The Blue Angel) d'Edward Dmytryk : Lola-Lola
- 1960 : Crime, société anonyme (Murder, Inc.) de Burt Balaban et Stuart Rosenberg : Eadie Collins
- 1977 : Haunts (en) de Herb Freed : Ingrid

### Télévision
- 1968 : The Danny Thomas Hour (en) (série télévisée, 1 épisode : Fear Is the Chain) : Anna
- 1969 : Mission impossible (série télévisée, 1 épisode : The Numbers Game) : Eva Gollan
- 1971 : The Most Deadly Game (en) (série TV, 1 épisode : The Lady from Praha) : Lili
- 1988 : Probe (en) (série télévisée, 1 épisode : Plan 10 from Outer Space) : Helga